# Berta Pīpiņa
Berta Pīpiņa, född 1883, död 1942, var en lettisk politiker. 
Hon var ledamot av Rigas kommunalråd 1919-22, och i dess parlamentet 1931-1934. Hon var den enda kvinnan i Lettlands parlamentet under hennes ämbetstid och den sista före andra världskriget. 